# Kopyle
Kopyle (ukr. Копилля) – wieś na Ukrainie, w obwodzie wołyńskim w rejonie kamieńskim. Liczy 874 mieszkańców.
Do 2020 w rejonie maniewickim.